# Gloria (Berthier)
Gloria (Ära), en psalm med musik skriven 1978 av Jacques Berthier vid kommuniteten i Taizé.

## Publicerad i
- Psalmer och Sånger 1987 som nummer 855 under rubriken "Psaltarpsalmer och andra sånger ur Bibeln".[1]